# علم النفس الحيوي

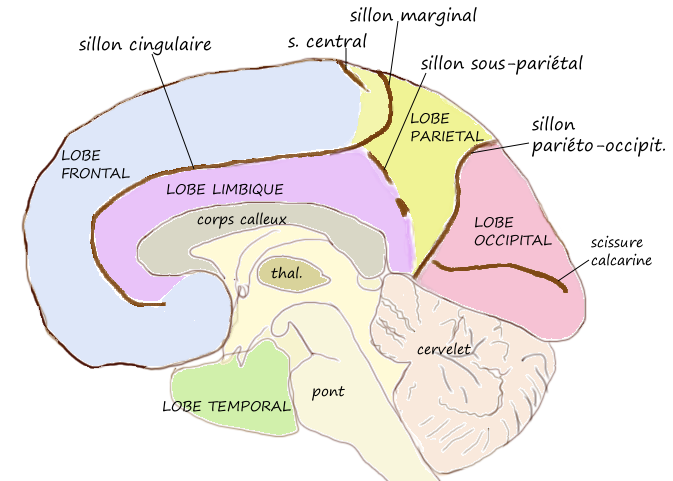
الفصوص الدماغية للإنسان، الدعامة العصبية للسلوك.

علم الأعصاب السلوكي، المعروف أيضًا باسم علم النفس الحيوي، أو البيولوجيا النفسية، أو علم الأحياء النفسي هو تطبيق مبادئ علم الأحياء على دراسة الآليات النفسية، والجينية، والتطورية للسلوك عند الإنسان والحيوانات الأخرى.

## تاريخيًا
تطور علم النفس السلوكي كنظام علمي من مختلف التقاليد العلمية والفلسفية في القرنين الثامن عشر والتاسع عشر. في الفلسفة، اقترح أشخاص مثل رينيه ديكارت نماذج فيزيائية لشرح سلوك الحيوان وكذلك الإنسان. اقترح ديكارت أن الغدة الصنوبرية وهي بنية غير مزدوجة في خط وسط دماغ العديد من الكائنات الحية، هي نقطة الاتصال بين العقل والجسد. استفاض ديكارت أيضًا في نظرية يمكن أن يفسر فيها الضغط الهيدروليكي للسوائل الجسدية ردود الفعل وغيرها من السلوك الحركي. ألهمته هذه النظرية تحريك التماثيل في حديقة بباريس. قد يظهر التنبيه الكهربائي والآفات تأثيرًا على السلوك الحركي للبشر. يمكن تسجيل النشاط الكهربائي للأفعال، والهرمونات، والمواد الكيميائية، وآثارالعقاقير على نظام الجسم وكلها تؤثر على السلوك اليومي.
ساعد فلاسفة آخرون أيضًا في ولادة علم النفس. يناقش واحد من أوائل الكتب الدراسية في الاختصاص الجديد، مبادئ علم النفس، لكاتبه ويليام جيمس أن الدراسة العلمية لعلم النفس يجب أن تستند على فهم علم الأحياء.
يمكن تتبع ظهور علم النفس وعلم الأعصاب السلوكي كعلمين مُجازين من انبثاق علم وظائف الأعضاء من علم التشريح، خاصة التشريح العصبي. أقام علماء وظائف الأعضاء التجارب على الكائنات الحية، في ممارسة لم يثق بها علماء التشريح البارزون في القرنين الثامن عشر والتاسع عشر. ساعد العمل المؤثر لكلود برنارد، وتشارلز بل، وويليام هارفي في إقناع المجتمع العلمي بأنه يمكن الحصول على بيانات موثوقة من موضوعات حية.
وحتى قبل القرنين الثامن عشر والتاسع عشر، كان علم الأعصاب السلوكي قد بدأ في التكون منذ عام 1700 قبل الميلاد. السؤال الذي يبدو كأنه يَبرُز باستمرار هو: ما هي العلاقة بين العقل والجسد؟ يشار للجدال رسميًا بإشكالية العقل والجسد. هناك مدرستان فكريتان أساسيتان تحاولان حل إشكالية العقل-الجسد، مذهب الوحدة ومذهب الثنوية. أفلاطون وأرسطو هما اثنان بين عديد من الفلاسفة شاركوا في هذا الجدال. اعتقد أفلاطون أن العقل هو المكان الذي تحدث فيه جميع أشكال التفكير والعمليات العقلية. على العكس منه، اعتقد أرسطو أن العقل يخدم هدفًا هو تبريد المشاعر تلك الخارجة من القلب. كانت إشكالية العقل-الجسد نقطة انطلاق نحو محاولة فهم العلاقة بين العقل والجسد.
نشأ جدال آخر حول تمركز الوظيفة أو التخصص الوظيفي مقابل تساوي القدرة الوظيفية والذي لعبت دورًا هامًا في تطور علم الأعصاب السلوكي. كنتيجة لأبحاث تمركز الوظائف توصل العديد من الأشخاص المشهورين في مجال علم النفس إلى العديد من الاستنتاجات المختلفة. تمكن وايلدر بنفيلد إلى جانب راسموسن من وضع خريطة للقشرة الدماغية عن طريق دراسة المرضي المصابين بالصرع. أدت الأبحاث حول تمركز الوظائف بعلماء الأعصاب السلوكيين إلى فهم أفضل لأي جزء في المخ يتحكم في السلوك. وتمثَل هذا كأفضل ما يكون في دراسة حالة فينياس جايج.
استُخدم مصطلح «علم النفس الحيوي» في عديد من السياقات، لتأكيد أهمية علم الأحياء، وهو التخصص الذي يدرس التعديلات العضوية، والعصبية، والخلوية في السلوك، والتكيف (اللدونة) في علم الأعصاب، والأمراض الحيوية من كل الجوانب، وبالإضافة، يركز علم الأحياء على السلوك ويحلله بالإضافة إلى جميع الموضوعات المتصلة به من وجهة نظر علمية. في هذا السياق، يساعد علم النفس كتخصص مكمل ولكن مهم في علوم الأعصاب الحيوية. دور علم النفس في هذا الأسئلة هو أداة اجتماعية تدعم علم الأحياء الرئيسي والأقوى. استخدم مصطلح «علم النفس الحيوي» لأول مرة بمعناه الحديث بواسطة نايت دونلاب في كتابه الخطوط العريضة لعلم النفس الحيوي عام (1914). كان دونلاب أيضًا مؤسس ورئيس تحرير مجلة علم النفس الحيوي. في تقديمه لهذه المجلة كتب دونلاب أن هذه المجلة ستنشر أبحاثًا «.... تعتمد على المتشابك بين الوظائف العقلية والفيزيولوجية»، مما يصف مجال علم الأعصاب السلوكي حتى بمعناه الحديث.

## العلاقة بالمجالات الأخرى في علم النفس وعلم الأحياء
في كثير من الحالات، قد يستخدم البشر كمواضيع تجريبية في تجارب علم الأعصاب السلوكي، برغم ذلك، تأتي أعداد كبيرة من الأدبيات التجريبية في علم الأعصاب السلوكي من دراسة الأنواع غير البشرية، في الأغلب، الجرذان، والفئران، والقردة، كنتيجة لذلك، هناك افتراض خطير في علم الأعصاب السلوكي بأن الكائنات تتشارك تشابهات حيوية وسلوكية، بما يكفي للاستقراء عبر الأنواع. هذا يجمع علم الأعصاب السلوكي أقرب وأقرب مع علم النفس المقارن، وعلم النفس التطوري، وعلم الأحياء التطوري، وعلم الأحياء العصبي. لعلم الأعصاب السلوكي أيضًا تشابهات في النماذج والمنهجيات مع علم النفس العصبي، والذي يعتمد اعتمادًا كبيرًا على دراسة سلوك البشر الذين يعانون من خلل وظيفي في الجهاز العصبي (أي معالجة حيوية غير قائمة على التجربة).
تتضمن مترادفات علم الأعصاب السلوكي علم النفس الحيوي وعلم النفس البيولوجي وعلم الأحياء النفسي. يعتبر علم النفس الفيزيولوجي فرع من علم الأعصاب السلوكي، مع تعريف أضيق بشكل متناسب.

## أساليب البحث
السمة المميزة لتجربة علم الأعصاب السلوكي هي أنه إما أن يكون المتغير المستقل في التجربة بيولوجيًا، أو أن بعض المتغيرات التابعة بيولوجية. بكلمات أخرى، أن الجهاز العصبي للكائن الحي تحت الاختبار يتغير بصفة دائمة أو مؤقتة، وأن بعض جوانب الجهاز العصبي تقاس (عادة ما تكون مرتبطة بمتغير سلوكي).

### تعطيل أو تقليل الوظيفة العصبية
الآفات؛ طريقة كلاسيكية تدمر فيها منطقة الدماغ المراد دراستها بطريقة طبيعية أو عن قصد لملاحظة أي تغيرات ناجمة مثل تدهور الأداء أو تحسنه على بعض المقاييس السلوكية. يمكن وضع الآفات بدقة عالية نسبيًا بفضل مختلف مجموعات «أطلس» المخ التي توفر خريطة لمناطق الدماغ في إحداثيات مجسمة ثلاثية الأبعاد.
- الآفات الجراحية: يُدمّر النسيج العصبي عن طريق إزالته جراحيًا.
- الآفات الإلكتروليتية: يُدمّر النسيج العصبي عن طريق تطبيق صدمة كهربائية.
- الآفات الكيميائية: يُدمّر النسيج العصبي عن طريق حقن سم عصبي.
- الآفات المؤقتة: يعطل النسيج العصبي مؤقتًا بتبريده أو استخدام عقاقير التخدير مثل التترودوتكسين. (سم الأسماك رباعية الأسنان).
- التنبية المغناطيسي العابر للجمجمة: تقنية جديدة تستخدم عادة مع الموضوعات البشرية وفيها تطبق لفائف مغناطيسية على فروة الرأس مسببة نشاطًا كهربيًا غير منتظم في الخلايا العصبية لقشرة المخ القريبة فيما يمكن تحليله تجريبيا كآفة وظيفية.
- حقن اللجين الاصطناعي: مستقبلات يتم تنشيطها فقط بواسطة لجين صناعي (ار إيه اس اس ال) أو مستقبلات المصمم التي تم تنشيطها حصريًا بواسطة عقاقير المصمم (دي ار أي إيه دي دي) تسمح بالتحكم المكاني والزمني لإشارات البروتين (جي) في الجسد الحي. تستغل هذه الأنظمة مستقبلات البروتين جي (جي بّي سي ار) المصممة هندسيًا فتجعلها تستجيب حصريًا للُجَينات صغيرة الجزيئات، مثل (سي ان أو)، وليس إلى لجَيناتهم الطبيعية. تمثل (ار إيه اس اس ال) أداة كيميائية قائمة على أنظمة مستقبلات البروتين جي (جي بّي سي ار). هذه اللجَينات الاصطناعية عند التنشيط يمكن أن تقلل الوظيفة العصبية عن طريق تنشيط البروتين جي. مع البوتاسيوم يمكن لهذا تخفيف النشاط العصبي.[9]
- المعالجة النفسية الدوائية: يحفز مناهض المستقبل الكيميائي النشاط العصبي عن طريق التداخل مع النقل العصبي. يمكن تسليم المناهضات جهازيًا -عن طريق الدم- (على سبيل المثال عن طريق الحقن في الوريد) أو محليًا (إلى داخل المخ) أثناء إجراء عملية جراحية في البطينين أو في أجزاء محدد من هيكل المخ. على سبيل المثال، تبين أن مناهضات NMDA AP5 تمنع بدء التقوية طويلة المدى للإثارة العصبية المتشابكة (في تكييف خوف القوارض) والتي يُعتقد أنها آلية حيوية في التعلم والذاكرة.[10]
- التثبيط الضوئي: يحقن بروتين نشط تم تنشيطه ضوئيًا في خلايا مختارة. يحرَض تثبيط عصبي قوي ذا طول زمني يقدر بالمللي ثانية عن طريق التنبيه بالتردد المناسب للضوء الذي يتم توصيله عبر الألياف البصرية أو المصابيح المزروعة في حالة الفقاريات، أو الإضاءة الخارجية لللافقاريات الصغيرة الشفافة بما فيه الكفاية. مضخات هالورودوبسين البكتيرية أو مضخات البروتون هما فئتا البروتينات المستخدمة في علم التثبيط الضوئي، مما يحقق التثبيط بزيادة مستويات السيتوبلازم من الهاليدات (Cl−) أو تقليل تركيز السيتوبلازم للبروتونات، على التوالي.[11][12][13][14]

### تعزيز الوظيفة العصبية
- التنبيه الكهربي: طريقة كلاسيكية يتم فيها تعزيز النشاط العصبي بتطبيق تيار كهربائي صغير (أضعف بكثير من أن يسبب موت الخلية).
- المعالجات النفسية الدوائية: يسهل ناهض المستقبل الكيميائي النشاط العصبي عن طريق تعزيز أو استبدال الناقلات العصبية الداخلية. يمكن توصيل النواهض عن طريق الدم (عن طريق الحقن في الوريد مثلًا) أو محليًا (داخل المخ) أثناء العملية الجراحية.
- حقن اللجين الصناعي: يمكن أيضًا استخدام Gq-DREADDs لتعديل الوظيفة الخلوية بتعصيب مع مناطق المخ مثل الحصين. يؤدي هذا التعصيب إلى تضخيم إيقاعات γ، مما يزيد من النشاط الحركي.[15]
- التنبية المغناطيسي العابر للجمجمة: في بعض الحالات (على سبيل المثال، دراسات القشرة الحركية)، يمكن تحليل هذه التقنية بأن لها أثرا تنبيهيًا (أي لا تكون كآفة وظيفية)
- الإثارة الضوئية: يحقن بروتين نشط تم تنشيطه ضوئيًا في خلايا مختارة. الرودوبسين الوعائي ((Channelrhodopsin-2 (ChR2)، قناة منشّطَة بالضوء، كانت أول أوبسين (بروتين في الشبكة العينية) بكتيري يُظهر أنه يثير الخلايا العصبية استجابةً للضوء، ولو أن هناك عدد من أدوات الإثارة الضوئية الجديدة يتم إنشاؤها الآن عن طريق تحسين ونقل خصائص جديدة ل(ChR2).[16][17]

## الجوائز

### الفائزون بنوبل
يمكن إلى حد معقول اعتبار الفائزين بجائزة نوبل التالية أسماؤهم من علماء الأعصاب السلوكيين أو أخصائيي البيولوجيا العصبية. (هذه القائمة تغفل الفائزين الذين كانوا شبه حصريًا علماءً في تشريح الأعصاب أو علماءً في الفسيولوجيا العصبية؛ أي أولئك الذين لم يقيسوا المتغيرات السلوكية أو العصبية البيولوجية.)
- تشارلز شرينغتون (1932)
- إدغار أدريان (1932)
- والتر هيس (1949)
- إغاز مونيتز (1949)
- جورج فون بيكسي (1961)
- جورج فالد (1967)
- راغنار غرانِت (1967)
- كونراد لورِنز (1973)
- نيكو تنبرجن (1973)
- كارل فون فريتش (1973)
- روجر و. سبيري (1981)
- دايفيد اتش. هوبِل (1981)
- تورستين ن. فايسِل (1981)
- إريك ر. كاندل (2000)
- آرفيد كارلسون (2000)
- ريتشارد أكسل (2004)
- ليندا ب. باك (2004)
- جون أوكييف (2014)
- إدوارد موزير (2014)
- ماي بريت- موزير (2014)
- جائزة كافلي في علم الأعصاب
- آن غرايبيل (1942)
- كورنيليا برغمان (1961)
- وينفريد دينك (1957)

## للإستزادة
- علوم عصبية إدراكية
- علم الأعصاب الاجتماعي
- علم نفس
- قائمة مجالات علم النفس
- قائمة مؤسسات علم النفس
- قائمة علماء النفس
- قائمة العلاجات النفسية
- قائة لائحة منشورات علم النفس
- قائمة طرق الأبحاث
- قائمة مدارس علم النفس
- خط علم النفس الزمني